# ヘンリー・W・ルース

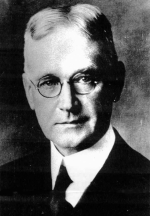
ヘンリー・W・ルース

ヘンリー・ウィンターズ・ルース（Henry Winters Luce、1868年 - 1941年）は、中国で活動したアメリカ合衆国のキリスト教の宣教師・教育者である。雑誌編集者・ヘンリー・R・ルースの父である。

## 生涯
1868年にペンシルバニア州スクラントンで生まれた。1892年にイェール大学を卒業した。卒業後、ニューヨークのユニオン神学校に2年間滞在した後、1896年にプリンストン神学校で神学の訓練を受けた。
ルースは1897年に教職者に任命され、同年、長老派教会外国宣教委員会によって中国に派遣された。以降、合計31年間を中国で過ごし、その間にヘンリー・R・ルースを含む4人の子供が生まれた。
ルースは山東省済南市にある斉魯大学（山東基督教共和大学）の教授となり、資金調達活動を指揮し、短期間副学長を務めた。彼はまた、雅礼協会（イェール中国協会）の設立にも尽力した。1928年には、コネチカット州ハートフォードのケネディ・スクール・オブ・ミッションズの教授に就任し、1935年に引退するまでこの職を務めた。
台湾・台中市の東海大学のキャンパスにある路思義教堂（ルース礼拝堂）は、息子のヘンリー・R・ルースが父ヘンリー・W・ルースを追悼するために出資して建てられたもので、I・M・ペイによって設計された。